# Sicarius
Sicarius es un género de arañas araneomorfas que son más conocidas como arañas areneras,  arañas seis ojos o arañas asesinas, su nombre científico Sicarius proviene del latín que significa asesino. Se distribuyen en los desiertos de África, y zonas áridas de América del Sur y América Central. Este género se halla integrado por 21 especies.

## Características y hábitat
Las arañas areneras forman parte de la familia Sicariidae junto con el género Loxosceles, se pueden encontrar en desiertos de África y bosques áridos y bordes costeros desérticos de América del Sur y América Central.
La especie que tiene más distribución es la Sicarius terrosus (S. Thomisoides) que se puede encontrar en toda África y América del Sur, en Chile se le encuentra desde la XV región hasta la Región metropolitana, de preferencia en los bordes costeros. 
Las especies de este género suelen ser de color blanco hueso, pardas, grisáceo terroso o marrón según sea el entorno, son muy difíciles de distinguir a simple vista si no se mueven.
Miden entre (15 mm y 50 mm) se entierran bajo la arena o la tierra para poder tender una emboscada a su presas o evitar estar en contacto con sus enemigos potenciales (avispas). En este aspecto las arañas Sicarius son notables ya que pueden achatar su perfil y cubrirse con material suelto del entorno en cosa de segundos quedando prácticamente invisible al ojo humano.
Estudios recientes mencionan que la composición del veneno de las arañas del género Sicarius presenta similitudes al de las arañas del rincón o violinistas (Loxosceles), sin embargo, debido a su carácter tímido y sus hábitos que las colocan en ambientes lejanos a la actividad humana, se considera que las probabilidades de accidentes con estas arañas son bajas. De cualquier forma por precaución, se le debe considerar como una araña de riesgo como la viuda negra o la araña de rincón.
Son arañas de mayor tamaño que el género Loxosceles, son extremadamente ágiles y rápidas para escapar en terreno suelto, incluso de ser verse perseguidas pueden rollar sobre sí mismas en pendientes de dunas para escapar. No huyen ante la presencia del ser humano prefiriendo alejarse lentamente o quedarse quieta.
A diferencia del género Loxosceles que habita preferentemente en el entorno humano, las arañas Sicarius rehúyen la presencia humana o los lugares antropizados y prefieren habitar en lugares deshabitados a campo abierto a la sombra de arbustos y en terreno suelto y particulado como arenales o gravillas. 
El mayor enemigo de esta araña es una avispa parasitoide que aunque prefiere las tarántulas, también esta araña está en el menú de su parasitismo obligado.
De hábitos más bien diurnos, esta captura a sus presas al acecho y también poseen tres pares o seis ojos a diferencia de las otras que tienen cuatro pares. Se estima que pueden vivir entre 10 y 15 años.

## Veneno
Estudios recientes han descubierto que su veneno es potente, capaz de infringir efectos hemolíticos y necrotóxicos los cuales producen fugas en los vasos sanguíneos y destrucción de los tejidos, por lo que se equipara al veneno de las arañas del género Loxosceles y se considera de importancia médica toxicológica, aunque hay opiniones que dicen que sus quelíceros son demasiado pequeños como para que traspasen la piel humana, cosa que no está definitivamente comprobada.

## Taxonomía
Este género fue erigido por Charles Athanase Walckenaer en 1847 con la única especie, S. thomisoides. En 2017, el número de especies disminuyó después de que un estudio filogenético mostró que las especies sudafricanas anteriormente incluidas aquí eran realmente distintas, en cambio pertenecían al género Hexophthalma.
Es uno de los tres únicos géneros en su familia, y se ubica en la misma subfamilia que Hexophthalma:
| Loxoscelinae | Loxosceles                                                |
|              | Loxosceles                                                |
| Sicariinae   | \| \| Hexophthalma \| \| \| \| \| \| Sicarius \| \| \| \| |
|              | \| \| Hexophthalma \| \| \| \| \| \| Sicarius \| \| \| \| |
|              | Hexophthalma                                              |
|              |                                                           |
|              | Sicarius                                                  |
|              |                                                           |

|  | Hexophthalma |
|  |              |
|  | Sicarius     |
|  |              |

## Especies
A partir de marzo de 2020, contiene veintiún especies, que se encuentran en América del Sur, Costa Rica, El Salvador y Nicaragua.
- Sicarius andinus Magalhães, Brescovit & Santos, 2017 – Perú
- Sicarius boliviensis Magalhães, Brescovit & Santos, 2017 – Bolivia, Perú, Brasil, Paraguay
- Sicarius cariri Magalhães, Brescovit & Santos, 2013 – Brasil
- Sicarius crustosus (Nicolet, 1849) – Chile
- Sicarius diadorim Magalhães, Brescovit & Santos, 2013 – Brasil
- Sicarius fumosus (Nicolet, 1849) – Chile
- Sicarius gracilis (Keyserling, 1880) – Ecuador, Perú
- Sicarius jequitinhonha Magalhães, Brescovit & Santos, 2017 – Brasil
- Sicarius lanuginosus (Nicolet, 1849) – Chile
- Sicarius levii Magalhães, Brescovit & Santos, 2017 – Chile, Argentina
- Sicarius mapuche Magalhães, Brescovit & Santos, 2017 – Argentina
- Sicarius ornatus Magalhães, Brescovit & Santos, 2013 – Brasil
- Sicarius peruensis (Keyserling, 1880) – Perú
- Sicarius rugosus (F. O. Pickard-Cambridge, 1899) – El Salvador, Nicaragua, Costa Rica
- Sicarius rupestris (Holmberg, 1881) – Argentina
- Sicarius saci Magalhães, Brescovit & Santos, 2017 – Brasil
- Sicarius thomisoides Walckenaer, 1847 (type) – Chile
- Sicarius tropicus (Mello-Leitão, 1936) – Brasil
- Sicarius utriformis (Butler, 1877) – Ecuador (Galápagos)
- Sicarius vallenato Cala-Riquelme, Gutiérrez-Estrada, Flórez-Daza & Agnarsson, 2017 – Colombia
- Sicarius yurensis Strand, 1908 – Perú, Chile